# Валлика
Валлика (фр. Vallica, корс. A Vallica) — коммуна во Франции, находится в регионе Корсика. Департамент коммуны — Верхняя Корсика. Входит в состав кантона Бельгодер. Округ коммуны — Кальви.
Код INSEE коммуны — 2B339.

## Население
Население коммуны на 2008 год составляло 40 человек.
| 1962 | 1968 | 1975 | 1982 | 1990 | 1999 | 2008 |
| ---- | ---- | ---- | ---- | ---- | ---- | ---- |
| 62   | 66   | 55   | 45   | 41   | 27   | 40   |

## Экономика
В 2007 году среди 25 человек в трудоспособном возрасте (15—64 лет) 14 были экономически активными, 11 — неактивными (показатель активности — 56,0 %, в 1999 году было 81,8 %). Из 14 активных работали 12 человек (10 мужчин и 2 женщины), безработных было 2 (1 мужчина и 1 женщина). Среди 11 неактивных 1 человек был учеником или студентом, 2 — пенсионерами, 8 были неактивными по другим причинам.

## Фотогалерея
- Валлика
- Церковь Рождества
- Валлика